# Barantolla orientalis
Barantolla orientalis är en ringmaskart som beskrevs av Yoshitaka Yabe och Shunsuke F. Mawatari 1998. Barantolla orientalis ingår i släktet Barantolla och familjen Capitellidae. Inga underarter finns listade i Catalogue of Life.